# Carlos de Luna y Arellano
Carlos de Luna y Arellano (1547 - 1630), militar y político criollo novohispano, nacido en la Ciudad de México. Fue hijo de Tristán de Luna y Arellano quien había venido a América con Hernán Cortés y había regresado a España para retornar a México acompañando al virrey Antonio de Mendoza y Pacheco, de quien era primo. Carlos de Luna fue gobernador y capitán general de Yucatán de 1604 a 1612 nombrado por el rey Felipe III de España.

## Datos biográficos e históricos
Cuando Tristán de Luna y Arellano salió hacia la Florida para conquistar esos territorios, dejó a su hijo Carlos al cuidado del virrey Mendoza y Pacheco. El vástago heredó de su tío Pedro de Luna y Salviati los títulos de mariscal de Castilla y señor de la villa de Borobia. Se casó en México con la sobrina del virrey, Leonor de Ircio quien falleció al poco tiempo del matrimonio. Viudo, se volvió a casar en España con María Colón de la Cueva, nieta de Cristóbal Colón e hija de Diego Colón y Moniz Perestrello, segundo almirante de las Indias. Al fallecer esta última, Carlos de Luna tuvo un tercer matrimonio, en México, con Catalina de Orduña, hija del alcalde mayor de Puebla quien lo acompañó durante su estancia en Yucatán.
Fue nombrado por el rey de España gobernador de Yucatán el 21 de junio de 1602 pero demoró su llegada a la península un tiempo largo ya que esperaba un nombramiento más importante que no pudo lograr. Finalmente tomó posesión el 11 de agosto de 1604. Refiere el historiador Juan Francisco Molina Solís:

Parecía hombre inteligente y recto, pero a veces fue demasiado impetuoso en el obrar y como persona que había crecido entre grandezas, dominante y acostumbrado a que todo se doblegase a su voluntad y a que todos siguiesen su opinión, defectos que le acarrearon serios disgustos, a pesar de su notoria capacidad gubernativa...

Durante su gobierno terminó de abrir y alinear los caminos que unían Mérida con Campeche, con Valladolid y con Salamanca. También mandó construir varios mesones públicos en los caminos para facilitar el tránsito de los viajeros. Construyó chultunes (estanques) y mandó limpiar los existentes desde la época de los mayas para dotar de agua a quienes recorrían los caminos importantes. Hizo construcciones de fortificación en el puerto de Campeche en previsión a la llegada de bucaneros que ya por entonces empezaban a asolar los litorales de la península de Yucatán. También incorporó a la real hacienda las salinas del litoral que hasta entonces eran consideradas bienes comunales como las mantenían los mayas, a fin de mejorar los ingresos del erario. Se dice que con las primeras rentas recibidas por este concepto, para resaltar su gestión, hizo un envío importante de plata al rey de España. Al poco tiempo, en 1605, el rey Felipe III, con motivo del nacimiento de su primogénito, le dio a la ciudad de Mérida, capital de la provincia, el título de "Muy noble y muy leal ciudad", lo que originó grandes festejos entre los vecinos aunque el título no se confirmó sino por gestiones del ayuntamiento, hasta el 13 de julio de 1618.
Por su carácter arbitrario e intolerante, tuvo conflictos severos con el Cabildo de Mérida, con los frailes franciscanos y con el obispo de Yucatán. Con Antonio de Ciudad Real, provincial de los franciscanos, tuvo una disputa muy intensa al negarle a la orden la autoridad para imponer castigos físicos a los indígenas. La diferencia llegó al punto de que se le acusara de soberbio e "inspirado por satanás" y se le negara el acceso a la catedral de Yucatán como se acostumbraba hacer con los excomulgados.
El mariscal intentó obtener la autorización real para que su hijo, llamado Tristán como su padre, fuese nombrado Adelantado del Petén, a fin de que fuera a pacificar y someter militarmente a los mayas (grupo de los itzaes) que se habían refugiado en esa región sureña de la península. La corona española sostenía hasta entonces la idea de que este grupo de mayas fuera incorporado a la dominación mediante métodos pacíficos de evangelización y la solicitud de Carlos de Luna y Arellano fue rechazada por el Consejo de Indias. No sería sino hasta finales del siglo XVII cuando, después de fracasar una y otra vez los intentos de someter ideológicamente a los itzaes, Martín de Urzúa fue autorizado a emprender la conquista de los enclaves mayas  (Tayasal) en el Petén por la vía militar, cosa que logró el imperio en 1697.
Luna y Arellano fue sustituido en el gobierno de Yucatán el 29 de agosto de 1612 por Antonio de Figueroa y Bravo.